# Тангерман, Христиан

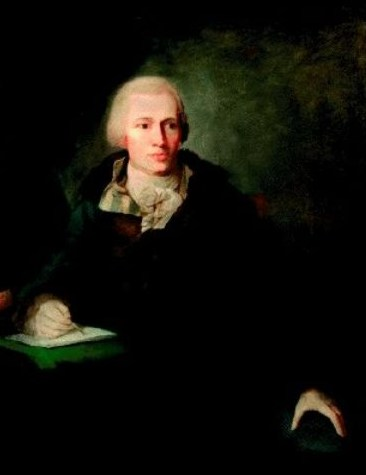
Мужской портрет

Христиан Тангерман (1769, Грос-Квенштедт, Саксония-Анхальт — 24 мая 1830, Берлин) — немецкий художник-портретист, миниатюрист.

## Биография
Из крестьян. Из-за финансовых проблем и по просьбе отца в молодости учился на сапожника. Затем переехал в Магдебург, позже в Берлин, где, работая сапожником, брал уроки рисования. Решив учиться в Прусской королевской академии изящных искусств, в 1786 году обратился с просьбой к директору академии, придворному художнику Иоганну Кристофу Фришу и представил нескольких своих работ.
Занявшись живописью, прославился, как успешный портретист, и получил ряд заказов, в том числе членов королевской семьи (Фридрих Вильгельм III, Альбрехт Прусский, Карл Прусский (в детстве) и др.). В 1807—1809 годах работал в Санкт-Петербурге, в 1812 году — в Вене.
В 1793—1822 годах выставлялся на художественных выставках Прусской академии в Берлине. Был членом Берлинского общества художников, основанного в 1814 году.
Писал портреты маслом и пастелью, в основном, работал как художник-миниатюрист.

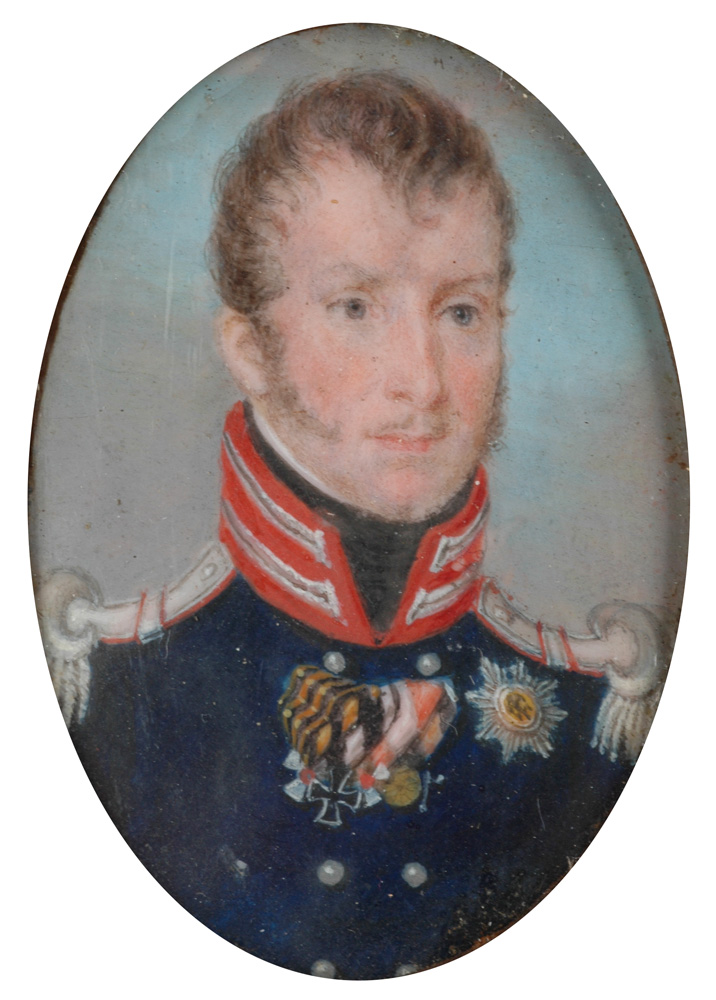
Миниатюрный портрет прусского короля Фридриха Вильгельма III, около 1815 г.
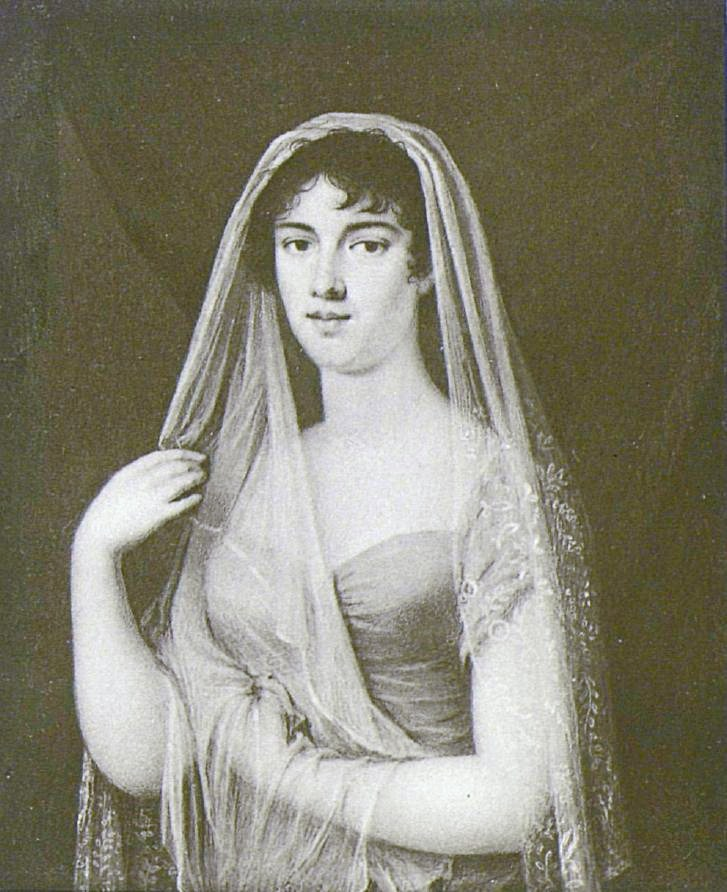
Портрет А. А. Голицыной
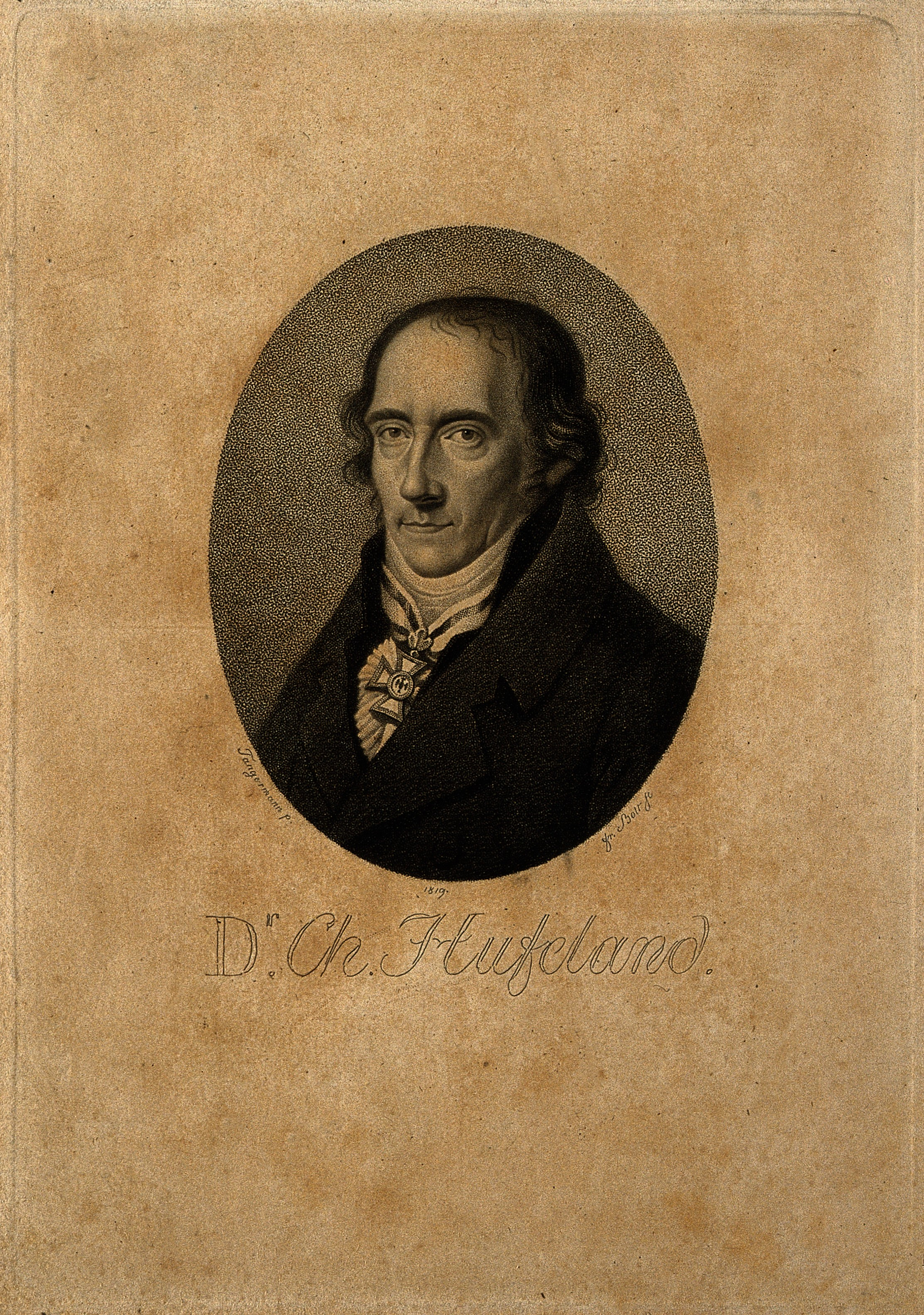
Кристоф Вильгельм Гуфеланд, Иностранный почётный член Петербургской академии наук (1833)